# Nobuhiro Yamamoto
Nobuhiro Yamamoto (Japans: 山本 信博, Yamamoto Nobuhiro) (Osaka, 12 november 1977) is een Japanse darter. 

## Carrière
Yamamoto begon zijn carrière in 2009 toen hij zich kwalificeerde voor een lokaal soft-tip toernooi, waar hij de vierde ronde bereikte. Sinds 2012 staat hij aan de top van de nationale ranglijst. In 2014 probeerde hij zich voor het eerst te kwalificeren voor het PDC World Darts Championship. In 2015 bereikte hij de kwartfinales van de Japan Open. In 2018 bereikte hij opnieuw de kwartfinales op de Japan Open.
In 2019 nam hij deel aan de PDC Asian Tour-toernooien die in Kobe werden georganiseerd. In het vierde toernooi van deze serie schoof hij door naar de vierde ronde, waar hij verloor van Seigo Asada met 3-5 in legs. Vanwege de coronaviruspandemie was hij niet actief in internationale steeltip-toernooien. Hij keerde terug naar de competitie in 2022, te beginnen bij het Bud Brick Memorial en de Japan Open. In beide toernooien bereikte hij de kwartfinales. Eind juli 2022 won hij een PDC Japan Championship, dat wordt beschouwd als de kwalificatiewedstrijd voor het PDC World Darts Championship 2023. In de finale versloeg hij Sho Katsumi met 5-4 in legs.

## Resultaten op wereldkampioenschappen

### PDC
- 2023: Laatste 96 (verloren van Martin Lukeman met 0-3)